# Gongola
Gongola är en före detta delstat i nordöstra Nigeria. Området var på 1800-talet en del av det större fulaniriket, och inkorporerades 1903 i det brittiska protektoratet Northern Nigeria. Gongola upprättades som delstat 1976 av de tidigare provinserna Adamawa, Sardauna och Wukari. 1991 delades den upp i de två delstaterna Adamawa och Taraba. Den administrativa huvudorten var Yola.